# Episodi di Star Trek: Prodigy (seconda stagione)
La seconda stagione della serie animata Star Trek: Prodigy è  pubblicata su Netflix dal 1º luglio 2024, dopo essere stata pubblicata in anteprima su France TV il 22 marzo 2024 a causa di non meglio precisati "errori di comunicazione".
| nº            | Titolo originale             | Titolo italiano                               | Pubblicazione Francia | Pubblicazione Italia |
| Prima parte   | Prima parte                  | Prima parte                                   | Prima parte           | Prima parte          |
| ------------- | ---------------------------- | --------------------------------------------- | --------------------- | -------------------- |
| 1             | Into the Breach              | Nella breccia (prima parte)                   | 22 marzo 2024         | 1º luglio 2024       |
| 2             | Into the Breach              | Nella breccia (seconda parte)                 | 22 marzo 2024         | 1º luglio 2024       |
| 3             | Who Saves the Saviors        | Chi salverà i soccorritori?                   | 22 marzo 2024         | 1º luglio 2024       |
| 4             | Temporal Mechanics 101       | Meccanica temporale 101                       | 22 marzo 2024         | 1º luglio 2024       |
| 5             | Observer's Paradox           | Il paradosso dell'osservatore                 | 22 marzo 2024         | 1º luglio 2024       |
| 6             | Imposter Syndrome            | Sindrome da impostore                         | 22 marzo 2024         | 1º luglio 2024       |
| 7             | The Fast and the Curious     | Fast and curious                              | 22 marzo 2024         | 1º luglio 2024       |
| 8             | Is There in Beauty No Truth? | Non c'è verità nella bellezza?                | 22 marzo 2024         | 1º luglio 2024       |
| 9             | The Devourer of All Things   | Il divoratore di ogni cosa (prima parte)      | 22 marzo 2024         | 1º luglio 2024       |
| 10            | The Devourer of All Things   | Il divoratore di ogni cosa (seconda parte)    | 22 marzo 2024         | 1º luglio 2024       |
| Seconda parte |                              |                                               |                       |                      |
| 11            | Last Flight of the Protostar | L'ultimo volo della Protostar (prima parte)   | 22 marzo 2024         | 1º luglio 2024       |
| 12            | Last Flight of the Protostar | L'ultimo volo della Protostar (seconda parte) | 22 marzo 2024         | 1º luglio 2024       |
| 13            | A Tribble Called Quest       | Triboli fuori misura                          | 22 marzo 2024         | 1º luglio 2024       |
| 14            | Cracked Mirror               | Lo specchio incrinato                         | 22 marzo 2024         | 1º luglio 2024       |
| 15            | Ascension                    | L'ascesa di Asencia (prima parte)             | 22 marzo 2024         | 1º luglio 2024       |
| 16            | Ascension                    | L'ascesa di Asencia (seconda parte)           | 22 marzo 2024         | 1º luglio 2024       |
| 17            | Brink                        | Sull'orlo                                     | 22 marzo 2024         | 1º luglio 2024       |
| 18            | Touch of Grey                | Un tocco di grigio                            | 22 marzo 2024         | 1º luglio 2024       |
| 19            | Ouroboros                    | Ouroboros (prima parte)                       | 22 marzo 2024         | 1º luglio 2024       |
| 20            | Ouroboros                    | Ouroboros (seconda parte)                     | 22 marzo 2024         | 1º luglio 2024       |

## Nella breccia(prima parte)
- Titolo originale: Into the Breach, Part 1
- Diretto da: Ben Hibon
- Scritto da: Kevin & Dan Hageman

### Trama
Alcuni mesi dopo il loro arrivo sulla Terra, gli ex fuggitivi della Protostar, ora divenuti allievi sottufficiali, mentre svolgono il loro addestramento vengono convocati dall'ammiraglio Janeway che li invita per un tirocinio sulla nuovissima nave scientifica USS Voyager A, ma vengono tenuti ai margini dagli ufficiali superiori. Tutti sono impegnatissimi nei loro ruoli: l'unico che si annoia è Dal, che deve studiare la miriade di testi previsti per gli allievi della divisione comando. Zero ascolta senza volere il Dottore che parla con Janeway di una misteriosa missione e lo riferisce agli amici: Dal propone di indagare e attraverso i tubi di Jefferies trovano una misteriosa navetta occultata, la Infinity, e, nascosti, ascoltano gli ufficiali che parlano della missione di salvataggio dell'equipaggio della Protostar imprigionato in un futuro oramai alternativo. L'ammiraglio Janeway, a costo di disobbedire agli ordini, vuole salvare il suo ex Primo Ufficiale Chakotay.
- Altri interpreti: Sunkrish Bala (Zeph), Bonnie Gordon (puerpera boliana), Debra Wilson (istruttrici), Eric Bauza (giovane), Zeno Robinson (studenti).

## Nella breccia(seconda parte)
- Titolo originale: Into the Breach, Part 2
- Diretto da: Andrew L. Schmidt e Patrick Krebs
- Scritto da: Aaron J. Waltke

### Trama
Data stellare 61859.6. Nei pressi del tunnel temporale appare una misteriosa sfera che intima a Janeway di non entrare nel tunnel. Cercando di saperne di più, Dal viene scoperto e Janeway è costretta a raccontare tutto: la Infinity è l'unico vascello che potrebbe attraversare indenne il tunnel temporale creato dall'esplosione della Protostar, ma devono aspettare che Chakotay invii la Protostar nel passato, altrimenti si creerebbe un paradosso. Mentre Dal e gli altri ne parlano nei corridoi della nave vengono sentiti da una cadetta vulcaniana, Maj'el, appartenente alla "Squadra Nova", un gruppo d'élite di piloti dell'Accademia, che corre ad avvisare i compagni Zeph e Grom per poter denunciare tutto alla Flotta, ma i sottufficiali li precedono nell'hangar della Infinity passando dai tubi di Jefferies; ne nasce una lotta, Jankom colpisce per sbaglio la consolle di comando della Infinity attivando il programma della navetta che, con a bordo Dal, Jankom, Zero e Maj'el, si appresta a entrare nel wormhole.
Nel frattempo Gwyndala giunge sul suo pianeta natale Solum, dove cerca di effettuare il Primo contatto con i suoi simili: purtroppo per lei, Asencia era arrivata prima e aveva avvisato le autorità, forte del fatto che sul pianeta è presente una sé stessa più giovane; Gwyn fugge, braccata, mentre i Vau N'Akat distruggono lo shuttle federale con cui era giunta, uccidendo l'ufficiale che lo guidava. Disperata, Gwyn si reca dall'unica persona che possa crederle: suo padre, che ai tempi era un giovane e mite astronomo di nome Ilthuran che si batteva affinché la sua specie uscisse dal suo isolamento; l'uomo, notando che possiedono lo stesso cimelio, le crede e la conduce dal Custode del Sapere, un bibliotecario-robot simile a Drednok. Affinché la figlia sia creduta anche dalle autorità, deve superare una prova rituale che non viene effettuata da millenni: coloro che la superano sono infatti considerati dei veri Vau N'Akat.
- Altri interpreti: Jimmi Simpson (Custode del Sapere), Sunkrish Bala (Zeph), Susanne Blakeslee (Kathon: Savia di Solum), John Pirkis (Borom: Savio di Solum), Ben Thomas (guardia vau n'akat), Afi Ekulona (pilota shuttle), Debra Wilson (membro equipaggio).

## Chi salverà i soccorritori?
- Titolo originale: Who Saves the Saviors
- Diretto da: Sung Shin
- Scritto da: Erin McNamara

### Trama
La Infinity con a bordo Dal, Zero, Jankom e Maj'el sbuca 52 anni nel futuro, qualche ora prima che Chakotay e Adreek-Hu spediscano la Protostar nel passato, e atterra su Solum. Qui cercano di non interferire con il corso degli eventi, ma ben presto vengono localizzati dalla sicurezza vau n'akat e rinchiusi nella stessa cella degli ufficiali della Flotta, che non sembrano avere alcuna intenzione di evadere e far decollare la Protostar. I quattro allora decidono di intervenire: Maj'el ricorda che è già accaduto che personale della Flotta proveniente da altre epoche abbia "spinto" gli eventi. Così aiutano i due ufficiali nell'evasione e si rendono conto che probabilmente facevano già parte della storia, perché senza di loro i due non avrebbero mai potuto disattivare i campi di forza della prigione. Mentre Chakotay e Adreek-Hu si dirigono alla Protostar, i quattro adolescenti distraggono le guardie vau n'akat, ma Dal perde un fucile che, recuperato da Chakotay, permette a lui e al suo Primo Ufficiale ferito di salire sulla Protostar, che decolla con loro due a bordo, creando un pericolosissimo paradosso che distrugge la loro linea temporale.
Nel frattempo, sul Solum di 52 anni prima, Gwyndala e Asencia si sfidano nell'antico duello rituale vau n'akat che vede la diciassettenne figlia del Diviner soccombere a causa del suo mutamento di fase causato dal paradosso temporale.
- Altri interpreti: Susanne Blakeslee (Kathon: Savia di Solum), John Pirkis (Borom: Savio di Solum), Tommie Earl Jenkins (Adreek-Hu), Ben Thomas (guardia vau n'akat).

## Meccanica temporale 101
- Titolo originale: Temporal Mechanics 101
- Diretto da: Ben Hibon
- Scritto da: Keith Sweet II

### Trama
Le azioni di Dal, Jankom, Zero e Maj'el hanno causato il cambio della linea temporale, essendo saliti Chakotay e Adreek-Hu sulla Protostar, contrariamente a quanto avvenuto in precedenza. La Infinity e la Voyager sono protette dagli scudi anti-paradosso, ma Gwyn, unica la cui esistenza è garantita dal fatto che la Protostar arrivi a Tars Lamora, fluttua fra realtà quantistiche differenti. La Infinity, gravemente danneggiata, non può volare; un misterioso messaggio ricevuto indica al gruppo di ragazzi le coordinate del luogo dove, 52 anni prima, Gwyn e Asencia si erano battute. Una volta lì, vedono l'amica che appare e scompare in uno stato di indeterminazione quantica. Janeway riesce a prendere contatto coi ragazzi attraverso il warmhole e invia loro il manuale di Meccanica temporale della dottoressa Macdonald: Maj'el, ricordando un episodio accaduto a Worf, suggerisce di trasformare la Infinity in una macchina del tempo che possa attraversare anche le diverse realtà utilizzando il warmhole e un campo di curvatura inverso. Il piano riesce e i quattro riescono a portare Gwyn sulla Voyager, dove viene stabilizzata dal Dottore con uno stabilizzatore temporale; il tutto grazie a un misterioso alleato che si era palesato a Murf e che aveva mandato vari messaggi.
- Altri interpreti: Erin Macdonald (dottoressa Erin Macdonald).[N 5]

## Il paradosso dell'osservatore
- Titolo originale: Observer's Paradox
- Diretto da: Ruolin Li e Andrew L. Schmidt
- Scritto da: Jennifer Muro

### Trama
Data astrale 61865.1. Dopo aver interrogato gli aspiranti cadetti e Maj'el, l'ammiraglio Janeway riceve l'ordine di distruggere il warmhole temporale, azione che potrebbe far sparire Gwyn dalla linea temporale. La ragazza intanto si trova con gli amici in mensa; qui Murf tenta in tutti i modi di attirare l'attenzione formando una specie di spirale con del cibo rubato. Il linguaggio del verme mellanoide non è mai stato decifrato, così Gwyn decide di chiedere aiuto a Rok che, essendo un'aspirante xenobiologa, ha maggiori possibilità di successo, nonostante la Brikar sia molto cauta a causa dei continui disastri combinati dagli amici. Gwyn aveva già visto la spirale durante il suo stato "multifasico", e incrociando i dati trova un riferimento a Chakotay: la spirale è un petroglifo della sua tribù nativa originaria del centro America e stabilitasi sul pianeta Trebus. Rok intuisce che il linguaggio di Murf potrebbe essere comprensibile sott'acqua, e così lo immerge nell'acquario delle balene, dove Gillian, una megattera, lo capisce ed estrae una serie di lettere e numeri da cui Gwyn ricava un messaggio ("Trovatemi") e delle frequenze che, una volta messe nel suo stabilizzatore temporale, la trascinano in una zona del cosmo in cui campeggia una nebulosa a spirale, con una voce che ripete: "Trovatemi, prima che lo facciano loro".
- Altri interpreti: Ronny Cox (Edward Jellico), Sunkrish Bala (Zeph), Bonnie Gordon (voce traduttore Gillian).
- Il nome della balena megattera, Gillian, è un probabile riferimento alla dottoressa Gillian Taylor, protagonista del film del 1986 Rotta verso la Terra, in cui appaiono due megattere antenate di Gillian.[13]
- L'episodio svela alcuni aspetti del passato di Chakotay, fra cui il nome del suo pianeta natale Trebus, apparso finora solo nel romanzo Pathways dell'autrice e produttrice di Star Trek: The Next Generation e Star Trek: Voyager Jeri Taylor, e canonicizzato definitivamente in questo episodio.[13] La pietra di Chakotay con il petroglifo a spirale, che successivamente aveva donato a Janeway prima della partenza con la Protostar, appare in alcuni episodi di Voyager ed era utilizzata dall'allora Primo Ufficiale di Janeway in alcuni riti nativi.[14]

## Sindrome da impostore
- Titolo originale: Imposter Syndrome
- Diretto da: Sung Shin
- Scritto da: Diandra Pendleton-Thompson

### Trama
I sei aspiranti cadetti rintracciano la nebulosa a spirale vista da Gwyn, dove individuano un planetoide dove potrebbe essere finita la Protostar, e meditano di "prendere in prestito" la Infinity per raggiungerla in modo da portare la Protostar nella Tars Lamora del passato e ristabilire così la linea temporale. La Infinity però sta per essere distrutta da Janeway: la navetta infatti contiene tecnologia che vìola numerosi trattati federali. Per far riuscire il piano decidono di creare sei ologrammi identici a loro, ma il risultato è catastrofico: gli ologrammi infatti sono talmente uguali alle loro controparti reali che non si rendono conto di essere ologrammi e nemmeno i "reali" riescono a distinguerli. Gli ologrammi tentano di prendere possesso della Infinity esattamente come i "reali"; le uniche armate di spirito collaborativo sono le due Rok che decidono assieme di resettare gli emettitori olografici della nave cosicché al riavvio gli ologrammi non si ricordino della Infinity. Il piano riesce e i sei "reali" si trasportano a bordo della Infinity, in rotta di collisione con una stella ipergigante blu, e fuggono, mentre le loro controparti olografiche sulla Voyager si riattivano ma con le personalità scambiate.

## Fast and curious
- Titolo originale: The Fast and the Curious
- Diretto da: Sung Shin e Sean Bishop
- Scritto da: Erin McNamara

### Trama
Data stellare 61875.9. Per abbreviare i tempi di arrivo alla nebulosa a spirale, i sei fuggitivi utilizzano un condotto di transcurvatura borg dove vengono agganciati da una sonda kazon che li fa atterrare su un pianeta: qui Zero e Murf riescono a nascondersi mentre gli altri quattro vengono imprigionati dal Kazon Ekthi che, proclamandosi sovrano del pianeta e del condotto di trascurvatura, offre loro la libertà in cambio della Infinity o di una vittoria in una gara di velocità nelle profondità del pianeta. I quattro ovviamente non hanno altra scelta che partecipare alla gara divisi in due squadre. Mentre Dal e Jankom hanno un incidente e Gwyn e Rok tornano indietro ad aiutarli, Zero e Murf trovano un cimitero di navi e scoprono che le guardie di Ekthi sono robot e che lo stesso Ekthi ha un dispositivo di controllo mentale; dopo averglielo tolto, il sovrano, che si rivela di indole magnanima, li accompagna alla causa di tutto ciò: un mainframe addetto all'addestramento delle reclute kazon che aveva preso coscienza ed era impazzito portando alle estreme conseguenze il suo programma, facendo rapire coloro che attraversavano il condotto borg allo scopo di "addestrarli". Dopo essere stati catturati dalla IA, Zero si scaglia contro di essa, distruggendola ma rimanendo con la sua tuta di contenimento gravemente danneggiata. Nel frattempo sulla Voyager, Maj'el segue l'olo-Gwyn fino al suo alloggio, dove l'ologramma viene aggredito da una creatura tentacolare la cui vicinanza al vascello ne aveva rallentato il tempo; l'olo-Gwyn sparisce e Maj'el trova l'alloggio vuoto.
- Altri interpreti: James Mathis III (Ekthi), Debra Wilson (mainframe kazon).

## Non c'è verità nella bellezza?
- Titolo originale: Is There in Beauty No Truth?
- Diretto da: Ruolin Li e Andrew L. Schmidt
- Scritto da: Keith Sweet II

### Trama
Data stellare 61881.4. Zero, la cui corazza è stata pesantemente danneggiata, riceve una comunicazione telepatica da un suo simile, Ion, che si trova in un pianeta nelle vicinanze, Ovidia IV, su cui si è stabilita una comunità di esseri incorporei (Medusani, Calamariani e Paxan) che hanno ottenuto una "corazza" organica, ossia un corpo in carne e ossa, che si preserva grazie agli anelli che circondano il pianeta, e lo offrono a Zero, che accetta: il Medusano sperimenta così per la prima volta i cinque sensi e le normali funzioni fisiologiche. La comunità è solita festeggiare con una "festa dei sensi" l'arrivo di un nuovo ex-incorporeo; nella festa è compresa la prova della paura (considerata un senso dimenticato) che consiste in una corsa in un campo di fiori dei quali si nutre una creatura autoctona del pianeta, il nazamon, una specie di manta gigante e volante, cercando di evitare di essere inghiottiti assieme ai fiori. Gwyn e Dal scoprono che Ion ha taciuto a Zero il fatto che abbandonando il pianeta il suo corpo ne risentirebbe, ma il generoso Medusano, una volta saputolo, decide di seguire ugualmente gli amici. Nel frattempo sulla Voyager, Janeway scopre l'inganno degli ologrammi grazie a Maj'el; l'unico ologramma mancante è quello di Gwyn: una volta riattivata, l'olo-ragazza ricorda terrorizzata i tentacoli che avevano tentato di ghermirla. Janeway, appurato che mancano otto minuti nei registri della nave, ordina di mettersi sulle tracce dei fuggitivi.
- Altri interpreti: Christine Rose Schermerhorn (Ion); Griffin Burns, Valeria Rodríguez, Kari Wahlgren (abitanti villaggio).
- Questo episodio richiama quello della serie originale La bellezza è verità? (Is There in Truth no Beauty?, 1968) in cui appare per la prima volta la specie medusana.
- Nell'episodio è mostrata per la prima volta una partita di Parrises Squares, gioco a squadre più volte citato nelle varie serie del franchise ma mai (finora) mostrato.[17]

## Il divoratore di ogni cosa(prima parte)
- Titolo originale: The Devourer of All Things, Part 1
- Diretto da: Sung Shin
- Scritto da: Jennifer Muro

### Trama
Data stellare 61886.6. I sei adolescenti giungono nei pressi di un pianeta desertico pieno di rovine ciclopiche. In una di queste, credendo di trovare Chakotay, trovano in realtà Wesley Crusher, ex guardiamarina prodigio dell'Enterprise D divenuto Viaggiatore. Era lui a interagire con Murf e a inviare suggerimenti ai ragazzi e alla Voyager. Crusher spiega loro la sua funzione: preservare la linea temporale e, possibilmente, il multiverso limitatamente alle linee temporali "vicine" alla "principale" (la linea temporale Kelvin, l'universo dello specchio) nonché alcuni spazi esterni (lo spazio fluido e la rete miceliare). La linea temporale in cui si trovano adesso si trova in doppio stato quantico a causa del paradosso causato dalla Protostar; inoltre – spiega Wes – dagli strappi causati dai paradossi escono delle inquietanti creature transdimensionali chiamate Loom che danno la caccia alle cause di questi paradossi e divorano chiunque non appartenga alla linea temporale difettosa, e Gwyn e Wes sono nel menù. I Loom ritracciano facilmente le aberrazioni temporali grazie al loro "fiuto", e adesso tre di loro minacciano il gruppo: la loro vicinanza causa un arresto del tempo, ma Wes e Gwyn sono protetti dai loro stabilizzatori quantici. Dopo aver dotato anche gli altri dello stabilizzatore e aver seminato i Loom, attraverso una porta blindata Wes porta i ragazzi in uno strano luogo: una riproduzione dell'appartamento di Gary Seven nella Terra del 1968. Nel frattempo la Voyager giunge nei pressi del pianeta desertico: i Loom attendono minacciosi.
- Altri interpreti: Ronny Cox (Jellico), Eric Menyuk (Il Viaggiatore).
- Curiosità: l'espediente narrativo di creature transdimensionali che divorano linee temporali "difettose" fu utilizzato anche dallo scrittore Stephen King nel suo celebre racconto I langolieri (The Langoliers, 1990).[19]

## Il divoratore di ogni cosa(seconda parte)
- Titolo originale: The Devourer of All Things, Part 2
- Diretto da: Sean Bishop
- Scritto da: Aaron J. Waltke

### Trama
Il comandante Tysess sbarca sul pianeta assieme a Maj'el e a un guardiamarina che viene divorato dai Loom e cancellato dalla linea temporale. Mentre Tysess rientra a bordo, Maj'el rimane con uno stratagemma e riesce a raggiungere giusto in tempo la stanza di Gary Seven, dove trova Zero e gli altri; l'azione fa localizzare la stanza anche dai Loom e il team è costretto a tornare al livello superiore dello ziqqurat per cercare di decollare con la Infinity che però è divorata dai Loom. La Voyager apre il fuoco sui Loom, ma le creature interdimensionali sono immuni a phaser e scudi e divorano gran parte dell'equipaggio; Janeway rimodula i phaser di una navetta alla variazione di fase dei Loom e riesce a distruggerne un paio, ma precipita sulla ziqqurat, dove localizza Crusher che nel frattempo è riuscito a trovare le giuste coordinate temporali dove inviare i quattro ragazzi e le tre ragazze (Maj'el, secondo Wes, deve far parte della squadra) e infine li spedisce in un pianeta dove, adagiata su una gigantesca duna, v'è la Protostar sul cui bordo è seduto Chakotay.
- Altri interpreti: Sunkrish Bala (Zeph), MacGregor Middleton (guardiamarina Middleton).

## L'ultimo volo della Protostar(prima parte)
- Titolo originale: Last Flight of the Protostar, Part 1
- Diretto da: Ruolin Li e Andrew L. Schmidt
- Scritto da: Diandra Pendleton-Thompson

### Trama
Ysida. Chakotay cattura il team di aspiranti cadetti che lo avevano aiutato a fuggire da Solum – afferma – ben dieci anni prima, ma il capitano della Protostar appare profondamente cambiato nell'animo e li lascia fuori dalla nave. L'olo-Janeway lo convince a farli entrare e poi spiega loro che Chakotay è diventato cinico a causa della perdita del suo equipaggio, ultimo il comandante Adreek-Hu. Chakotay afferma che la Protostar non potrà più volare perché per evitare che la nave, con l'arma vau n'akat installata, possa compromettere la Federazione, aveva espulso il protonucleo e scaricato il nucleo di curvatura, e si alimenta adesso con dei pannelli fotovoltaici: le ragazze e i ragazzi provano a perforare la corazza dell'ex Maquis aiutandolo con le faccende quotidiane e la manutenzione. Dal viene attaccato da una specie autoctona di anguille giganti scavatrici e Chakotay, Gwyn, Murf e Jankom, utilizzando un runaway riparato dal Tellarite, lo ritrovano in una caverna che veglia lo scheletro del comandante Adreek-Hu: il coraggioso Aureliano era convinto di poter sintetizzare l'antideuterio dalle reazioni atmosferiche del pianeta, e c'era riuscito a prezzo della vita. Chakotay, commosso dal sacrificio del suo amico e Primo Ufficiale, ritrova lo spirito combattivo e accetta di far ripartire la Protostar.

## L'ultimo volo della Protostar(seconda parte)
- Titolo originale: Last Flight of the Protostar, Part 2
- Diretto da: Sung Shin
- Scritto da: Alex Hanson e Aaron J. Waltke

### Trama
Data stellare 61898.2. L'ammiraglio Janeway contatta la dottoressa Crusher per avere informazioni sul figlio, ma l'ex ufficiale medico capo delle USS Enterprise D ed E non ne ha molte. Su Ysida, Chakotay e il suo nuovo equipaggio hanno bisogno del deuterio, il combustibile da far annichilire con l'antimateria, e lo individuano al centro di un maelstrom planetario; mettono in atto il piano di Adreek-Hu e, dopo aver attrezzato la Protostar con fasciame, timone, cime e un enorme spinnaker, la trasformano in veliero per raggiungere il gigantesco gorgo. Infine riescono a riattivare la propulsione, ma la Voyager è distante tremila anni luce e servirebbe la protoguida per abbreviare i tempi.
- Guest star: Gates McFadden (Beverly Crusher).

## Triboli fuori misura
- Titolo originale: A Tribble Called Quest
- Diretto da: Sean Bishop
- Scritto da: Keith Sweet II

### Trama
Per attivare il protonucleo, la Protostar necessita di avviare la fusione nucleare con un elemento particolare, la bosonite: essa viene individuata in un pianeta dove l'equipaggio trova dei triboli giganti e aggressivi e uno scienziato klingon di nome K'Ruvang che, a bordo del suo sparviero, conducendo esperimenti per limitare la riproduzione incontrollata degli animaletti, ne aveva causato invece l'aggressività. Rok si offre di dare una mano al dottor K'Ruvang, ma starnutisce per sbaglio in una coltura di DNA e ne nasce un ibrido brikar-tribolo che viene battezzato “bribolo”, per nulla aggressivo e con l'indole mite dei triboli originali. Sfortunatamente la bosonite si trova proprio nel nido dei triboli giganti: l'equipaggio li attira fuori con del grano spruzzato con il siero creato da Rok mentre Dal e Gwyn si occupano della bosonite, ma i triboli finiscono il grano e tornano minacciosi nel nido, dove tutti quanti vengono infine salvati dal bribolo che comunica con i triboli giganti: la Protostar ha così nuovamente la protoguida e K'Ruvang il suo onore.
- Guest star: Jorge Gutierrez (dottor K'Ruvang).
- Curiosità: questo è il 63º episodio di Star Trek (film compresi) in cui appare uno sparviero klingon (nell'originale Bird of Prey), il 5º solo considerando Prodigy.[20]
- Nell'episodio è citato Martok, divenuto Cancelliere dell'Impero dopo la Guerra del Dominio narrata nella serie Star Trek: Deep Space Nine. I triboli, graziosi animaletti che a causa della loro riproduzione incontrollata hanno causato diversi guai a Federazione e soprattutto ai Klingon, sono apparsi negli episodi Animaletti pericolosi (The Trouble with Tribbles, 1967), della serie originale; Animaletti pericolosi (More Tribbles, More Troubles, 1973), della serie animata classica; Animaletti pericolosi (Trials and Tribble-ations, 1996), di Deep Space Nine; Il recupero (The Breach, 2003), di Enterprise; The Trouble with Edward, di Short Treks.[21]

## Lo specchio incrinato
- Titolo originale: Cracked Mirror
- Diretto da: Ruolin Li
- Scritto da: Erin McNamara

### Trama
La Protostar raggiunge finalmente la Voyager, ma una volta a bordo, Chakotay e il suo adolescente equipaggio scoprono che Janeway e Tysess erano morti nel tentativo di entrare nel warmhole con la Infinity; cosa impossibile, si ripete il team, ma ben presto Maj'el si rende conto che sono approdati in un universo alternativo a causa della protoguida che ha fratturato il già instabile universo in cui si trovavano. Recandosi in infermeria, si accorgono di essere finiti in un'ulteriore realtà in cui ritrovano Okona che li informa che la Federazione è stata distrutta dal costrutto vau n'akat, mentre Rok e Zero, rimasti indietro, si ritrovano in una nave capitanata da Tuvix e piena di Enderpriziani. Per evitare ulteriori scossoni interfasici a Gwyn utilizzano il teletrasporto per recarsi in plancia e usare il deflettore di navigazione per ricomporre la frattura interfasica, ma si ritrovano nell'universo dello specchio, dove le controparti di Janeway e Chakotay li imprigionano. Grazie a Murf si liberano e, una volta in plancia, ottengono la collaborazione di mirror-Janeway, che spara ai Loom, mentre Gwyn attiva il deflettore, ripara la frattura e si ritrovano tutti nella Voyager del proprio universo.
- Altri interpreti: Billy Campbell (Okona), Eric Bauza (Sool'U), Ronny Cox (Jellico).
- Chakotay si era trovato in uno scenario simile nell'episodio Nelle pieghe del tempo (Shattered, 2001) della serie Voyager.

## L'ascesa di Asencia(prima parte)
- Titolo originale: Ascension, Part 1
- Diretto da: Sung Shin
- Scritto da: Erin McNamara, Jennifer Muro, Diandra Pendleton-Thompson, Keith Sweet II, Aaron J. Waltke

### Trama
Data stellare 61945.4. Mentre sulla Voyager tutto torna alla normalità e si discute su come far tornare indietro nel tempo la Protostar e ristabilire la linea temporale, l'ammiraglio Jellico ordina che della faccenda se ne occupi il Dipartimento di Investigazioni temporali della Flotta. Improvvisamente arriva un messaggio da Solum: è Ilthuran, che informa Janeway e Chakotay che Asencia ha instaurato una dittatura e che utilizza una tecnologia temporale mai vista prima per costruire decine di vascelli militari, e che a contrapposizione della dittatura si è creata una Resistenza di cui fa parte lo stesso Ilthuran che viene però catturato. Asencia si presenta nella sua nuova veste e invia un enorme vascello, il Rev-1, controllato da un Drednok, che attacca le due navi federali. Chakotay si porta sulla Protostar con Gwyn, Rok, Murf e Jankom, mentre Dal si unisce alla Squadra Nova, e tutti cercano di fermare l'attacco, invano a causa della superiore tecnologia vau n'akat: Asencia ha infatti catturato Wes Crusher e ne ha carpito le conoscenze sui vari universi e sui vari futuri possibili.
- Altri interpreti: Ronny Cox (Jellico), Sunkrish Bala (Zeph).

## L'ascesa di Asencia(seconda parte)
- Titolo originale: Ascension, Part 2
- Diretto da: Sean Bishop
- Scritto da: Alex Hanson

### Trama
La Voyager viene speronata da un'arma temporale che causa l'invecchiamento immediato di qualunque cosa, inanimata o vivente, si trovi nei pressi: il comandante Tysess è portato a un'età avanzatissima. La Flotta è a giorni di distanza, la Protostar è sotto attacco della Rev-1, per cui la Squadra Nova è l'unica a poter intervenire. Zero, il solo che possa sacrificare il proprio corpo, si avvicina all'arma aliena e la riprogramma su un nuovo target, il caccia di Maj'el; l'abile cadetta, con l'ausilio di Dal e Zeph e con una manovra fino ad allora provata solo in addestramento, porta l'arma aliena a collidere con la Rev-1, distruggendo entrambe. Mentre Zero ha una nuova fiammante tuta-corazza creata da Jankom, i nuovi ordini di Jellico a Janeway prevedono l'avvicinamento a Solum. Non possono sapere che Crusher, nonostante sia prigioniero e completamente impotente, ha dato loro una mano manipolando Asencia.
- Altri interpreti: Ronny Cox (Jellico), Sunkrish Bala (Zeph), Kari Wahlgren (guardiamarina).
- Jellico afferma che le navi della Flotta sono impegnate nell'evacuazione romulana: a causa dell'imminente esplosione del loro sole, i Romulani (e i Remani) rimarranno senza patria e la Federazione li sta aiutando, non senza dure opposizioni al suo interno, a trovare una nuova sistemazione.[N 9] Spock, nel tentativo di salvare Romulus, tornerà senza volerlo indietro nel tempo e creerà una delle linee temporali citate da Wesley: la Kelvin timeline.[N 10]
- Curiosità: la manovra che esegue la Squadra Nova si chiama "Supernova Boothby", in onore del giardiniere dell'Accademia della Flotta e stimato "consigliere" di parecchi cadetti divenuti successivamente famosi capitani e ammiragli, come Picard e Janeway,[22][23] e interpretato da Ray Walston.

## Sull'orlo
- Titolo originale: Brink
- Diretto da: Ruolin Li
- Scritto da: Diandra Pendleton-Thompson

### Trama
Data stellare 62083.5. La Voyager arriva a Solum, ma per evitare lo scoppio di un conflitto non può avvicinarsi; Gwyn si propone a Janeway per una missione di spionaggio, dato che lei e il suo giovane equipaggio non appartengono alla Flotta. Una volta sul pianeta, un messaggio della Resistenza li conduce all'osservatorio di Ilthuran: li ha chiamati la giovane Asencia che, disgustata dal comportamento della sé stessa adulta proveniente dal futuro, è entrata nella Resistenza. Asencia-junior li informa di Crusher e si dividono: mentre Gwyn, Rok, Zero e Murf si occuperanno di Wes, Dal, Jankom, Maj'el (che si era dimessa dalla Flotta per poter partecipare alla missione) e Asencia-jr cercheranno Ilthuran. Mentre il secondo gruppo non ha alcuna difficoltà a liberare Ilthuran e i Savi di Solum, Wesley informa Gwyn e gli altri che il suo piano era fin dall'inizio di essere catturato affinché Asencia creasse il warmhole per rispedire la Protostar nel passato, ma il piano non prevedeva la liberazione di Ilthuran, che se la sarebbe cavata ugualmente. Vengono così ricatturati tutti, ma con un teletrasporto di emergenza Crusher e Ilthuran vengono portati sulla Voyager.
- Altri interpreti: John Pirkis (Borom: Savio di Solum), Fred Tatasciore (soldato/scienziato vau n'akat), Kari Wahlgren (scienziato vau n'akat).

## Un tocco di grigio
- Titolo originale: Touch of Grey
- Diretto da: Sung Shin
- Scritto da: Jennifer Muro

### Trama
Data stellare 62091.1. Su Solum, Gwyn e gli altri vengono fatti portare da Asencia in una costruzione abbandonata, dove vengono lasciati in balia di un Loom condizionato da un collare. Janeway e Chakotay decidono così di intervenire personalmente e assieme a Crusher e al Dottore scendono sul pianeta con una navetta simil vau n'akat creata col replicatore della Protostar. Zero riesce a sentire i pensieri del Loom, che è prigioniero come loro, e mentre il Dottore assume le fattezze della viceammiraglio per distrarre Asencia, Janeway fa esplodere il suo combadge per aprire un varco e liberare il Loom, che attacca i soldati vau n'akat. Tornano così sani e salvi sulla Voyager, ma su Solum è scoppiata la guerra civile.
- Altri interpreti: Ben Thomas (guardia vau n'akat).

## Ouroboros(prima parte)
- Titolo originale: Ouroboros, Part 1
- Diretto da: Sean Bishop
- Scritto da: Kevin & Dan Hageman e Aaron J. Waltke

### Trama
Con l'emettitore costruito grazie alle informazioni carpite a Crusher, Asencia apre decine di tunnel spaziali in il cui sbocco è nei pressi dei principali pianeti della Federazione e in cui stanno per infilarsi altrettante navi tipo Rev. Wesley, Rok, Maj'el e Zero cercano in ogni modo di calcolare le coordinate spaziotemporali dove spedire la Protostar nel passato in modo tale che possa essere ritrovata dai loro stessi del passato, ma ignorano una variabile: la data di arrivo della Protostar su Tars Lamora. Nel frattempo Gwyn, Dal, Jankim e Murf si recano sull'antenna dove dovranno inserire le coordinate, mentre la Voyager apre il fuoco a volontà contro le Rev; Gwyn e Asencia ingaggiano un furibondo corpo a corpo che viene vinto dalla diciassettenne grazie all'aiuto mentale dei ribelli. Jankom riesce infine a inserire le coordinate mentre Murf e Dal gli coprono le spalle: il tunnel temporale si apre, ma da esso si palesano, minacciosi, i Loom.
- Altri interpreti: John Pirkis (Borom: Savio di Solum), Susanne Blakeslee (Kathon: Savia di Solum).

## Ouroboros(seconda parte)
- Titolo originale: Ouroboros, Part 2
- Diretto da: Ruolin Li
- Scritto da: Kevin & Dan Hageman e Aaron J. Waltke

### Trama
Centinaia di Loom sono pronti a cancellare tutto ciò che ha a che fare con il paradosso temporale; la Voyager scorta la Protostar, guidata da Chakotay, attraverso il tunnel infestato dalle creature extradimensionali che vengono continuamente phaserate dal vascello di Janeway. Una volta arrivati a metà del tunnel, l'equipaggio viene teleportato sulla Voyager, lasciando l'ologramma Janeway, che dovrà accogliere i ragazzi del passato, sulla Protostar. Dal non si dimentica di lasciare lo stesso combadge che Rok aveva trovato/troverà in plancia. Una volta che la Protostar torna a Tars Lamora, Gwyn torna "in fase" e i Loom se ne vanno: Solum ha una storia tutta nuova da scrivere. Tutti i meccanismi di Asencia vengono presi in carico dal Daystrom Institute; dopo tanto tempo, Wesley va a trovare la madre e conosce suo fratello minore.
2385. Le ragazze e i ragazzi della Protostar sono stati ammessi all'Accademia della Flotta. Il 5 aprile i media danno la notizia dell'attacco degli androidi ai cantieri di Utopia Planitia su Marte e della conseguente crisi: tutte le navi sono riassegnate, le esplorazioni interrotte e le lezioni all'Accademia sospese. A causa della carenza di personale, Janeway, che aveva chiesto il prepensionamento, viene reintegrata e chiama i sei cadetti della Protostar (più Maj'el), promuovendoli sul campo al grado di guardiamarina e affidando loro, sotto la supervisione dell'olo-Janeway (il cui programma era stato salvato dal Dottore prima del reset della Protostar), promossa a sua volta a capitano olografico di emergenza, una nuova nave di Classe Protostar: la USS Prodigy, capitanata da Gwyndala e dal suo Primo Ufficiale Dal, per una missione di ricerca ed esplorazione.
- Guest star: Gates McFadden (Beverly Crusher)
- Altri interpreti: Ronny Cox (Jellico), Erin Macdonald (dottoressa Macdonald), Isabel Krebs (Jack Crusher).